# 35-Millimeter-Adapter
Ein 35-Millimeter-Adapter (auch DOF-Adapter (depth of field, Schärfentiefe) oder Bildkonverter) ist ein optomechanisches Gerät, das erlaubt, Wechselobjektive, die für 35-Millimeter-Film in Kleinbildkameras gebaut wurden vor sehr kleinen Videokameras, insbesondere von Smartphones zu benutzen. Das große Objektiv wirft dabei auf eine Mattscheibe im Adapter ein Bild. Dieses Bild wird von der am hinteren des Adapters befestigten, makrofähigen, kleinen Videokamera abgefilmt. Eventuell enthält der Adapter kameraseitig eine Nahlinse (Makro-Vorsatzlinse), die als Achromat aufgebaut sein kann.
Zweck der Kombination ist, die geringe (!) Schärfentiefe von Objektiven mit großer Öffnung zur Bildgestaltung (Raumwirkung, Freistellen) mit sehr kleinen Digitalkameras nutzen zu können. Der Behelf bietet eingeschränkte Abbildungsqualität, umgeht jedoch die Kosten einer Vollformat-Digicam.

## Funktionsweise
Durch ein normales Objektiv wird ein Bild auf eine matte durchscheinende Scheibe (Mattscheibe oder auch „GroundGlas“) projiziert. Eine dahinter liegende Kamera kann dieses Bild rückseitig aufzeichnen. Meist benötigt man eine Kamera mit Makrofunktion oder achromatische Linsen, um die Mattscheibe bildfüllend scharfstellen zu können. Das Objektiv am 35-mm-Adapter übernimmt die Aufgabe der Fokussierung (und ggf. des Zooms). Die Kamera wird nur noch benötigt, um das projizierte Bild von der Mattscheibe abzufilmen.

### Mattscheibe

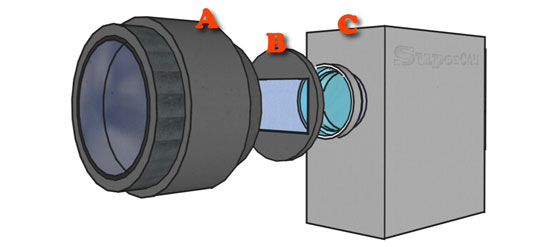
Schema eines 35-Millimeter-Adapters mit Mattscheibe.
A: Objektiv
B: Mattscheibe
C: Kamera

Das Kernstück des 35-mm-Adapters ist die Mattscheibe. Man unterscheidet folgende zwei Typen:

#### Bewegte Mattscheibe
Da ein Ausschnitt von meist 35 mm der Mattscheibe auf HD-Auflösung vergrößert wird, darf die Mattscheibe keine für HD sichtbare Körnung bzw. Struktur aufweisen. Viele Hersteller verwenden eine Einstellscheibe, wie sie auch im Sucher bei Spiegelreflexkameras zum Einsatz kommt. Doch diese Scheiben weisen eine zu starke Körnung auf, welche im Bild sichtbar würde. Die Lösung ist, die Mattscheibe leicht vibrieren, rotieren oder im besten Fall oszillieren zu lassen, wodurch die Körnung verschwimmt und im fertigen Bild nicht mehr als statische Struktur, sondern nur noch als weit weniger auffälliges Rauschen wahrgenommen werden kann.

#### Statische Mattscheibe
Einige neuere Hersteller bieten 35-mm-Adapter ohne Vibration oder Rotation an. Es werden höher auflösende Mattscheiben eingesetzt, welche die Notlösung der bewegten Mattscheibe überflüssig machen. Allerdings muss man immer prüfen, ob diese Adapter für HD-Auflösung geeignet sind, und einige statische Adapter werden nur für SD-Auflösungen angeboten.

## Einschränkungen
Die Benutzung eines 35-mm-Adapters bringt einige Einschränkungen mit sich:
- Wie jedes optische Bauteil bringt auch der 35-mm-Adapter einen gewissen Lichtverlust mit sich. Durch qualitativ hochwertige Mattscheiben bzw. Linsen kann dies auf ein Minimum reduziert werden.
- Begründet durch die Bauweise und Verarbeitung mancher Adapter ergeben sich verschiedene Bildstörungen:
  - Vignettierung: eine Abschattung zum Bildrand hin
  - Abbildungsfehler: chromatische Fehler (Farbfehler) oder Bildwölbungen.
- Wie jede Linse dreht auch der 35-mm-Adapter das Bild, somit steht das Bild auf dem Kopf. Um dieses Problem zu umgehen, wird beim Aufzeichnen meist ein über Kopf gedrehter externer LCD-Monitor als Sucher an der Kamera benutzt (die Bilddrehung kann danach in der Postproduktion durchgeführt werden). Manche Hersteller bieten auch sogenannte Flip-Module an, welche das Bild wieder aufrichten (allerdings auf Kosten der Gesamtlichtausbeute und des Gesamtgewichts des Systems).

## Preis
Die Preisspanne für 35-mm-Adapter liegt zwischen einigen Hundert bis einigen Tausend Euro und hängt sehr stark von den verwendeten Materialien und Techniken ab. Besonders die Qualität der Mattscheibe und ein evtl. benötigtes Flip-Modul erhöhen den Preis sehr stark.
Einige Selbstbauprojekte ermöglichen die Herstellung eines eigenen 35-mm-Adapters für wenige Hundert Euro, liefern meist aber nicht die Qualität eines kommerziellen Produkts.
| Hersteller         | Adaptername     | System   | Herkunftsland      |
| ------------------ | --------------- | -------- | ------------------ |
| Beastgrip          | DOFMk2          | statisch | USA                |
| Cinevate           | Brevis35        | bewegt   | Kanada             |
| Cinemek            | G35             | statisch | USA                |
| Letus Corporation  | Letus35         | bewegt   | Vereinigte Staaten |
| P+S Technik        | Pro35 / Mini35  | bewegt   | Deutschland        |
| Müller & Wilkinson | Link.thirtyfive | bewegt   | Deutschland        |
| Redrock            | Micro35         | bewegt   | USA                |
| Shot35 Ltd.        | SG35            | bewegt   | Großbritannien     |